# Bernard Guasch
Bernard Guasch (nascut el 3 d'abril de 1960) és un dirigent esportiu i exjugador de rugbi XIII francès, que va jugar a la posició de stand-off. És el president de la Superlliga europea de rugbi XIII i el Campionat francès de rugbi XIII, així com del club Dracs Catalans.

## Trajectòria

### Orígens
El seu avi, José Guasch, va ser batlle de l'Espluga de Francolí durant la Segona República Espanyola i, després de fugir a la Catalunya del Nord per l'esclat de la Guerra del 36, va ser pres al camp de refugiats d'Argelers. Els seus pares i germans també es van traslladar com a refugiats per reunir-se amb l'avi. José es va convertir en jugador de rugbi de la USAP de Perpinyà, arribant a disputar la final del Campionat de França de rugbi de 1951-52. Amb la voluntat d'obrir una carnisseria, va demanar un préstec a la USAP, però aquesta s'hi va negar i el club XIII Catalan va donar suport a la iniciativa si jugava a rugbi XIII, que va ser el que va fer. Parla català amb fluïdesa.

### Com a jugador
Guasch va jugar com a suplent del XIII Catalan entre 1977 i 1982 i del Sant Esteve XIII Català entre 1982 i 1989. El seu germà, Bruno Guasch, va jugar al XIII Catalan, i el seu fill Joan Guasch als Dracs Catalans i al Sant Esteve XIII Català.

### Dracs Catalans
Els dirigents de rugbi XIII el van sol·licitar per les seves «habilitats de lideratge». L'any 2000, dos grans clubs nord-catalans, el XIII Catalan i el Sant Esteve XIII Català, es van fusionar per formar la Unió Tretzista Catalana, que va dominar el Campionat francès de rugbi XIII, i que més tard el club es va convertir en els Dracs Catalans, abans de la seva integració a la Superlliga europea, convertint-se el 2006 en l'únic equip d'elit de la federació francesa a l'hemisferi nord. Un dels seus majors èxits esportius del club va ser quan va arribar a la final de la Challenge Cup del 2007 i es va classificar als play-off de la Superlliga europea de 2008. Aquestes fites es van traduir en guanys econòmics després que el club acabés amb més de 8.000 espectadors a domicili, cosa que va convèncer a GL Events d'invertir en el club mitjançant la compra d'accions i a Nike per a convertir-se en el proveïdor oficial de l'equipament el 2009.
Des de finals dels anys 2010, se li va atribuir la voluntat de «crear un acord moral amb la USAP de Perpinyà, fet com a l'altra banda del Canal». Tanmateix, el club de rugbi no va semblar respondre concretament a aquesta voluntat.